# Bitwa nad rzeką Dubravnicą
Bitwa nad rzeką Dubravnica – starcie zbrojne, które miało miejsce w roku 1381 w rejonie Paraćina. Była to bitwa pomiędzy serbskimi wojskami księcia Łazarza I dowodzonymi przez Crepa Vukoslavicia a armią Osmanów, zakończona zwycięstwem Serbów. Zarówno dane dotyczące wielkości obu armii, jak i strat poniesionych w bitwie nie są znane. Bitwa była pierwszą konfrontacją militarną Serbów z Szumadii oraz znad Wielkiej Morawy (z którego wywodzi się późniejsza państwowość serbska) z Turkami Osmańskimi.